# Журкин, Николай Сергеевич
Николай Сергеевич Журкин (род. 1991) — российский велогонщик, выступающий за трековую команду Marathon-Tula.

## Карьера
В 2006 году посмотрев по телевизору, как Денис Меньшов стал лучшим молодым гонщиком на многодневной велогонке Тур де Франс, решил заняться велоспортом. Первый тренер Александр Александрович Афонин. В 2007 году стал кандидатом в мастера спорта России на шоссе. В 2009 стал мастером спорта России на треке и в этом же году присвоено звание мастера спорта международного класса России. Бронзовый призер чемпионата мира среди юниоров в гите на 1 км в 2009 году. Победитель первенства России в спринтерском многоборье 2009 года. Чемпион мира среди юниоров в гите на 1 км. 2009 года. Бронзовый призер среди андеров до 23 лет в гите на 1 км. 2010. Чемпион Европы в командной гонке преследования на 4 км. 2012 года. Победитель этапа кубка мира в командной гонке преследования на 4 км в 2013 году.